# Bangkok... solo andata
Bangkok... solo andata è un film del 1989, diretto da Fabrizio Lori.

## Trama
Arrivato a Bangkok, l'ex-pugile Marco Boschi incontra Fabio e Andrea per organizzare la consegna d'un carico d'eroina in Italia a Nico Pezzullo con la complicità del capitano Luang: in attesa dell'arrivo della droga, Marco ne riceve un campione. Fabio inoltre ha una relazione con Claudia, fidanzata con Luang, tanto che i due vorrebbero fuggire dalla Thailandia. Marco però viene arrestato assieme ad Andrea, poiché durante una retata in un locale dove si fuma hashish gli viene trovata addosso l'eroina: nella stazione di polizia, Andrea viene violentata da un agente, poi picchiato da Marco, ma poco dopo i due vengono scarcerati su intervento di Luang. La donna e Marco fanno amicizia, tanto che questi le racconta d'essere diventato corriere della droga dopo avere accidentalmente ucciso un avversario durante un incontro di boxe, iniziando a drogarsi e a indebitarsi venendo ricattato dal suo manager Pezzullo. 
 Nel frattempo Claudia scopre che Luang ha avvertito la polizia d'arrestare Marco e Andrea quando arriveranno all'aeroporto con la droga: la ragazza rivela la sua scoperta a Luang, che l'uccide. A sua volta, Fabio accoltella Luang e fugge via. Marco e Andrea trovano i corpi di Claudia e Luang: Andrea rivela d'essere la sorella di Fabio e d'essersi interessata dell'affare illecito per salvare il fratello incarcerato per droga. Un biglietto lasciato da Fabio li avvisa che Luang ha teso una trappola e dunque di non recarsi all'aeroporto: arrestando i due, Luang avrebbe dimostrato agli occidentali l'attività antidroga condotta dalla polizia. Andrea e Marco decidono invece di lasciare Bangkok alla volta dell'Italia con la droga, celata nel cuscino d'una turista inglese disabile, scambiandolo poco prima d'atterrare e consegnandola poi a Pezzullo, che subito dopo viene arrestato.